# 游名柱
游名柱（1627年6月30日—？年），字介波，江西臨川縣人，習易經，順治八年辛卯科124名舉人，順治十五年戊戌科會試第353名，殿試三甲241名，吏部觀政，十七年庚子授四川武隆縣知縣。歷任合浦縣知縣、鞏昌府同知、松江府同知。